# Ibou Badji
Ibou Dianko Badji, född 13 oktober 2002 i Dakar, är en senegalesisk professionell basketspelare (C) som spelar för Milwaukee Bucks i National Basketball Association (NBA). Han har tidigare spelat för Portland Trail Blazers.
Badji blev aldrig NBA-draftad.